# Margencel
Margencel és un municipi francès situat al departament de l'Alta Savoia i a la regió d'Alvèrnia-Roine-Alps. L'any 2007 tenia 1.697 habitants.

## Demografia

### Població
El 2007 la població de fet de Margencel era de 1.697 persones. Hi havia 660 famílies de les quals 164 eren unipersonals (80 homes vivint sols i 84 dones vivint soles), 192 parelles sense fills, 284 parelles amb fills i 20 famílies monoparentals amb fills.
La població ha evolucionat segons el següent gràfic:
Habitants censats

### Habitatges
El 2007 hi havia 801 habitatges, 677 eren l'habitatge principal de la família, 86 eren segones residències i 38 estaven desocupats. 657 eren cases i 138 eren apartaments. Dels 677 habitatges principals, 513 estaven ocupats pels seus propietaris, 142 estaven llogats i ocupats pels llogaters i 22 estaven cedits a títol gratuït; 2 tenien una cambra, 48 en tenien dues, 100 en tenien tres, 184 en tenien quatre i 343 en tenien cinc o més. 619 habitatges disposaven pel capbaix d'una plaça de pàrquing. A 286 habitatges hi havia un automòbil i a 361 n'hi havia dos o més.

### Piràmide de població
La piràmide de població per edats i sexe el 2009 era:
| Homes | Edats   | Dones |
| ----- | ------- | ----- |
| 0     | 95 o +  | 4     |
| 4     | 90 a 94 | 4     |
| 8     | 85 a 89 | 12    |
| 12    | 80 a 84 | 16    |
| 12    | 75 a 79 | 24    |
| 12    | 70 a 74 | 16    |
| 16    | 65 a 69 | 20    |
| 20    | 60 a 64 | 36    |
| 40    | 55 a 59 | 36    |
| 80    | 50 a 54 | 76    |
| 52    | 45 a 49 | 32    |
| 68    | 40 a 44 | 52    |
| 84    | 35 a 39 | 92    |
| 56    | 30 a 34 | 64    |
| 48    | 25 a 29 | 32    |
| 32    | 20 a 24 | 28    |
| 40    | 15 a 19 | 60    |
| 52    | 10 a 14 | 28    |
| 40    | 5 a 9   | 84    |
| 32    | 0 a 4   | 40    |

## Economia
El 2007 la població en edat de treballar era de 1.168 persones, 890 eren actives i 278 eren inactives. De les 890 persones actives 843 estaven ocupades (468 homes i 375 dones) i 47 estaven aturades (21 homes i 26 dones). De les 278 persones inactives 97 estaven jubilades, 88 estaven estudiant i 93 estaven classificades com a «altres inactius».

### Ingressos
El 2009 a Margencel hi havia 680 unitats fiscals que integraven 1.747,5 persones, la mediana anual d'ingressos fiscals per persona era de 22.883 €.

### Activitats econòmiques
Dels 112 establiments que hi havia el 2007, 2 eren d'empreses extractives, 1 d'una empresa alimentària, 4 d'empreses de fabricació d'altres productes industrials, 27 d'empreses de construcció, 34 d'empreses de comerç i reparació d'automòbils, 4 d'empreses de transport, 12 d'empreses d'hostatgeria i restauració, 2 d'empreses d'informació i comunicació, 2 d'empreses financeres, 4 d'empreses immobiliàries, 14 d'empreses de serveis i 6 d'empreses classificades com a «altres activitats de serveis».
Dels 42 establiments de servei als particulars que hi havia el 2009, 1 era una funerària, 4 tallers de reparació d'automòbils i de material agrícola, 2 tallers d'inspecció tècnica de vehicles, 4 paletes, 1 guixaire pintor, 6 fusteries, 6 lampisteries, 3 electricistes, 2 empreses de construcció, 3 perruqueries, 9 restaurants i 1 tintoreria.
Dels 12 establiments comercials que hi havia el 2009, 1 era, 1 un hipermercat, 1 una fleca, 1 una peixateria, 3 botigues de roba, 1 una botiga d'equipament de la llar, 1 una sabateria, 1 un drogueria, 1 una perfumeria i 1 una joieria.
L'any 2000 a Margencel hi havia 13 explotacions agrícoles que ocupaven un total de 255 hectàrees.

## Equipaments sanitaris i escolars
El 2009 hi havia 1 escola maternal i 1 escola elemental. Margencel disposava d'un col·legi d'educació secundària amb 522 alumnes.

## Poblacions més properes
El següent diagrama mostra les poblacions més properes.